# Ceer
Ceer (arab. ‏سير‎) – saudyjski państwowy producent elektrycznych samochodów osobowych, z siedzibą w Rijadzie, działający od 2022 roku. Należy do joint-venture pomiędzy saudyjskim funduszem inwestycyjnym Public Investment Fund i tajwańskim koncernem Foxconn.

## Historia
Na początku listopada 2022 saudyjski następca tronu Mohammed bin Salman zainaugurował utworzenie pierwszej w historii Arabii Saudyjskiej marki samochodów elektrycznych Ceer wraz z prezentacją logo firmowego. Powstała ona jako spółka joint-venture Ceer National Automotive Company pomiędzy narodowym funduszem inwestycyjnym Public Investment Fund oraz tajwańskim koncernem technologicznym Foxconn, za cel obierając rozwój i wdrożenie do produkcji rodzimej produkcji samochodów elektrycznych poczynając od 2025 roku. Pierwszą motoryzacyjną inicjatywą PFI było stanie się większościowym udziałowcem amerykańskiego startupu Lucid Motors, by zaangażować się w branżę bezpośrednio. Tajwańskiemu partnerowi powierzono dostarczenie platformy oraz systemów operacyjnych. W przyszłej gamie modelowej mają się znaleźć zarówno modele z nadwoziem sedan, jak i SUV.
Pierwsze 3 lata funkcjonowania Ceer chce poświęcić na rozwój technologii, budowę zakładów produkcyjnych oraz badanie potencjalnych rynków zbytu wstępnie określonych nie tylko na Arabię Saudyjską, ale i na inne kraje regionu Bliskiego Wschodu. W drugiej połowie listopada 2022 przedstawiciele Ceer poinformowali, że dyrektorem generalnym saudyjskiej firmy został doświadczony amerykański menedżer James DeLuca. Przez lata związany m.in. z General Motors, przed objęciem nowej funkcji pełnił kluczową funkcję przy rozwoju wietnamskiego producenta samochodów VinFast. Ceer ma pozyskać łącznie 150 milionów dolarów na rozwój, tworząc 30 tysięcy miejsc pracy i przynosząc dodatkowe 8 miliardów dolarów do saudyjskiego PKB w 2034 roku. Pod koniec listopada Ceer wskazało lokalizację przyszłej fabryki jako specjalną strefę ekonomiczną Emaar Economic City, inwestując w powstanie zakładów 95 milionów dolarów.
W czerwcu 2024 Ceer nawiązał współpracę z południowokoreańskim Hyundaiem, w ramach czego koncern zobowiązał się do dostarczenia układów napędowych dla planowanych samochodów saudyjskiej marki.